# NGC 287
NGC 287 est une galaxie lenticulaire barrée située dans la constellation des Poissons. NGC 287 a été découverte par l'astronome britannique John Herschel en 1827.

## Caractéristiques
Sa vitesse par rapport au fond diffus cosmologique est de 5 206 ± 34 km/s, ce qui correspond à une distance de Hubble de 76,8 ± 5,4 Mpc (∼250 millions d'al).